# Herb Lubska
Herb Lubska – jeden z symboli miasta Lubsko i gminy Lubsko w postaci herbu. Herb używany jest od XIV wieku.

## Wygląd i symbolika
Herb przedstawia w polu czerwonym fragment murów obronnych z otwartą bramą i dwiema wieżami po bokach zakończonymi proporczykami skierowanymi w lewo. Między nimi umieszczony jest złoty, wspięty lew z koroną idący w prawą stronę. Mury obronne białe, kratownica bramy – złota. 